# Foudia
Genre
Le genre Foudia regroupe 7 espèces vivantes de passereaux appartenant à la famille des Ploceidae, et une éteinte.

## Liste des espèces
Selon la classification de référence du Congrès ornithologique international (version 2.9, 2011) :
- Foudia madagascariensis – Foudi rouge
- Foudia eminentissima – Foudi des Comores
- Foudia aldabrana – (?)
- Foudia omissa – Foudi de forêt
- Foudia rubra – Foudi de Maurice
- Foudia sechellarum – Foudi des Seychelles
- Foudia flavicans – Foudi de Rodrigues

Foudia delloni, le Foudi de La Réunion est aujourd'hui éteint, et synonyme possible de Foudia bruante.